# Азарська Олександра Олександрівна
Олександра Олександрівна Азарська (нар. 4 березня 1948, Мінськ, Мінська область, БРСР) — українська педагогиня, психологиня, дефектологї'иня, дослідниця, письменниця й історикиня-краєзнавиця. Заслужений раціоналізатор України (1999), Почесна донорка України, академікиня Академії медико-технічних наук України, членкиня президії та віцепрезидент АМТН України.

## Біографія
Олександра Азарська народилась 4 березня 1948 року у м.Мінськ,  БРСР в родині службовців. Після закінчення середньої школи вступила до Донецького педагогічного училища, яке закінчила у 1967 році. В 1976 році закінчила навчання у Московському державному педагогічному  університеті за фахом «Педагогіка  та психологія».
Авторка 8 відкриттів (серед яких — «Феномен блакитної крові» та «Плазма крові — переносник кисню»), 6 винаходів, 420 раціоналізаторських пропозицій, 11 свідоцтв на авторський твір, 1334 наукових публікацій, 14 підручників, 25 монографій, 20 томів наукових праць.
Протягом останніх років велику увагу Азарська приділяє розвитку науки та вдосконаленню медико-педагогічного процесу з дітьми з розумовими відхиленнями. Допомагає педагогам Хмельницької області та всієї країни, а також продовжує наукову діяльність в складі АМТН України.
Одружена з хірургом Іваном Азарським. Подружжя має дітей та онуків.

## Нагороди та відзнаки
- 1992 — Почесний донор України.
- 1999 — Заслужений раціоналізатор України.
- 1999 — Диплом дійсної членкині (академіка) Академії медико-технічних наук України.
- 1999 — Диплом почесної діячки науки й техніки Наукового медико-технічного товариства України.
- 2000 — Премія ім. Ю. Сіцінського[3].
- 2003 — Премія ім. Б. Хмельницького[4].
- 2014 — Почесна відзнака «Хрест Звитяги».